# Координаційний Комітет Допомоги Україні
Координаційний Комітет Допомоги Україні — громадська організація українців в США. Утворений 30.01.1991 р. на з'їзді місцевих комітетів допомоги та різних громадських організацій в м. Елізабет, Нью-Джерсі. На установчому з'їзді було 23 осередки та 13 крайових організацій.
К. К. Д. У. допомагав установам, громадським організаціям, пресі в Україні технікою, здійснював харитативну допомогу дітям та студентам, зокрема, фінансував видання підручників, літніх таборів, різних курсів в Україні. Програми К. К. Д. У. сприяли демократичним процесам, формуванню громадянського середовища в Україні.